# St. Agatha (Agathaberg)

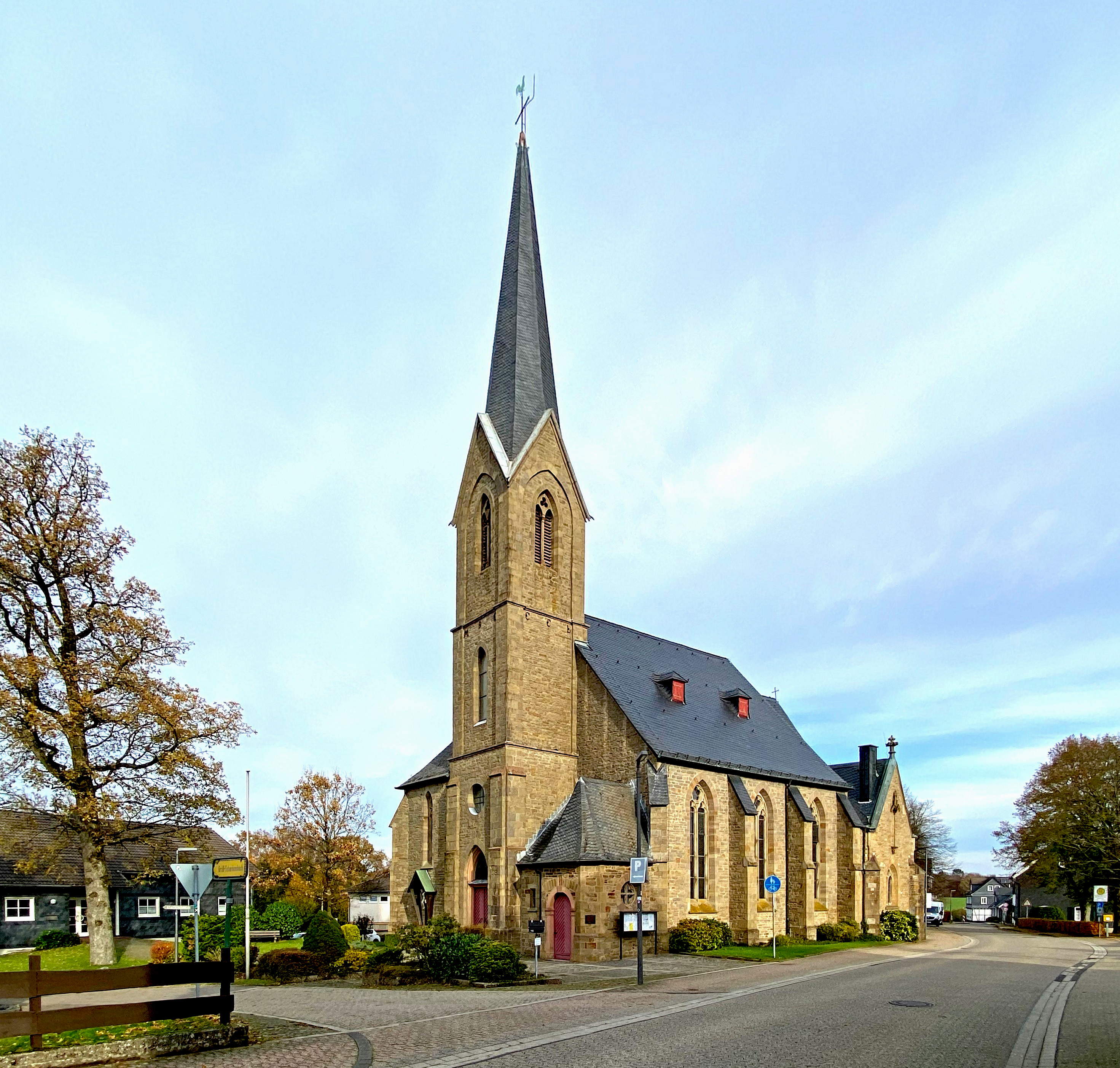
Kath. Pfarrkirche St. Agatha in Agathaberg

Die katholische Pfarrkirche St. Agatha ist ein denkmalgeschütztes Kirchengebäude in Agathaberg, einem Ortsteil von Wipperfürth im Oberbergischen Kreis (Nordrhein-Westfalen).

## Geschichte und Architektur
Die dreischiffige neugotische Bruchsteinhalle wurde 1894 unter der Bauleitung von H. Renard errichtet. Der Westturm von 1878 ist vorgesetzt. Der Kreuzrippengewölbte Chor von einem Joch mit dreiseitigem Schluss stammt noch von der Votivkapelle von 1477. Das Gewölbe wiSt. Agatha in Ard von Strebepfeilern getragen. In den Nischen unter den Fenstern sind Wandmalereien vom 16. Jahrhundert zu sehen.
Die Errichtung des Gotteshauses geht auf ein Gelöbnis zu Ehren der Hl. Agatha zurück. 1465 wurde Wipperfürth wieder einmal bei einem Stadtbrand niedergebrannt. Der Pfarrer Volmar und die Bürgerschaft gelobten Fest und Fasten zu Ehren der Hl. Agatha. Eine Wallfahrt zu ihrer Begräbnisstätte in Catania wurde versprochen. Einige Jahre später wurde die Gemeinde durch die kirchliche Behörde von diesem Gelöbnis entbunden; als Ersatz dafür sollte eine Kapelle in der Nähe von Dierdorf gebaut werden. Zu dieser Kapelle zog bis 1912 jährlich am Dreifaltigkeitssonntag eine Prozession. Die Kapelle wurde zum Ende des 19. Jahrhunderts für die wachsende Gemeinde zu klein. Deswegen wurde 1894 an die gotische Kapelle ein Langhaus angebaut.
Die Gemeinde wurde 1912 zur Pfarre erhoben.

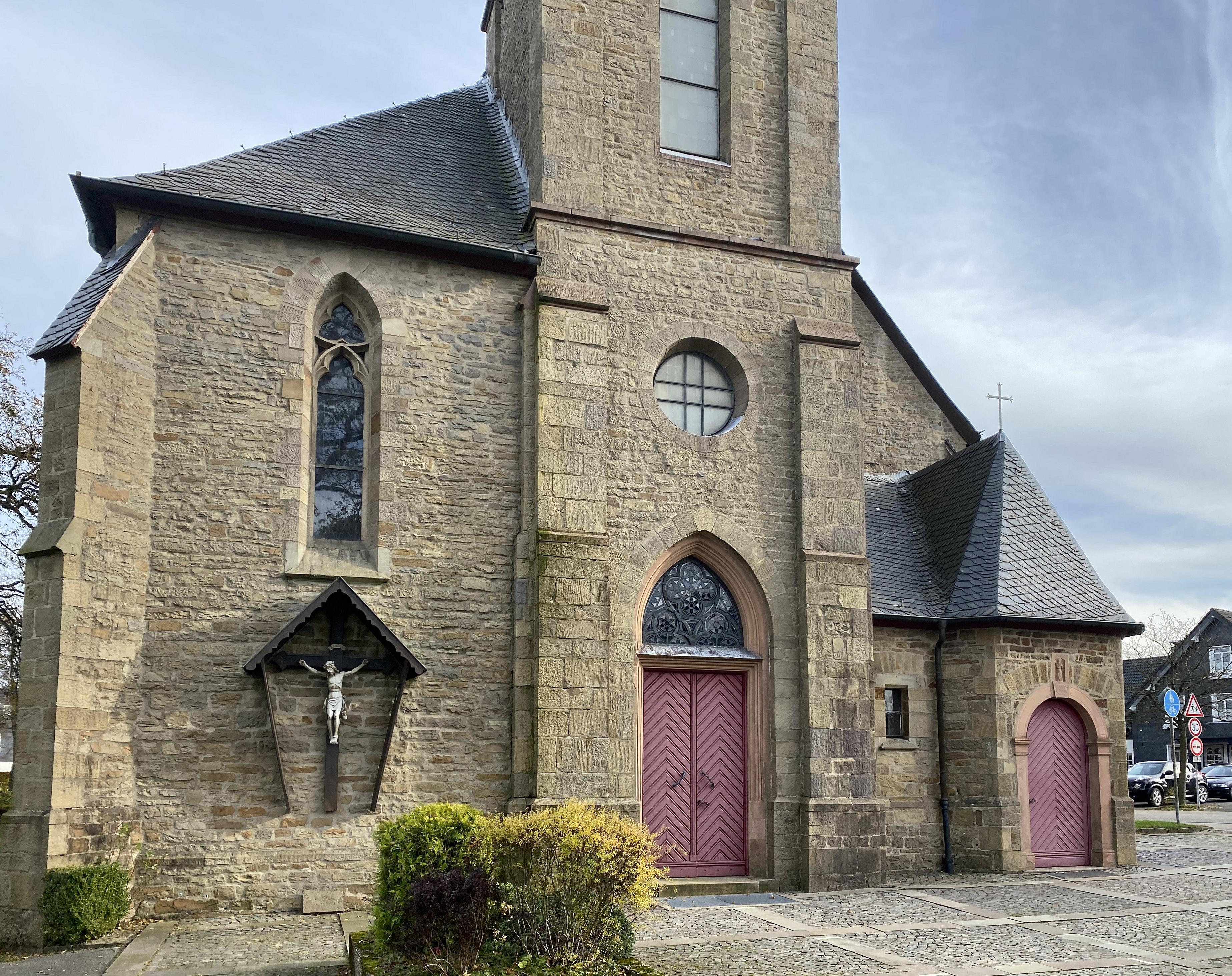
Eingangsportal St. Agatha
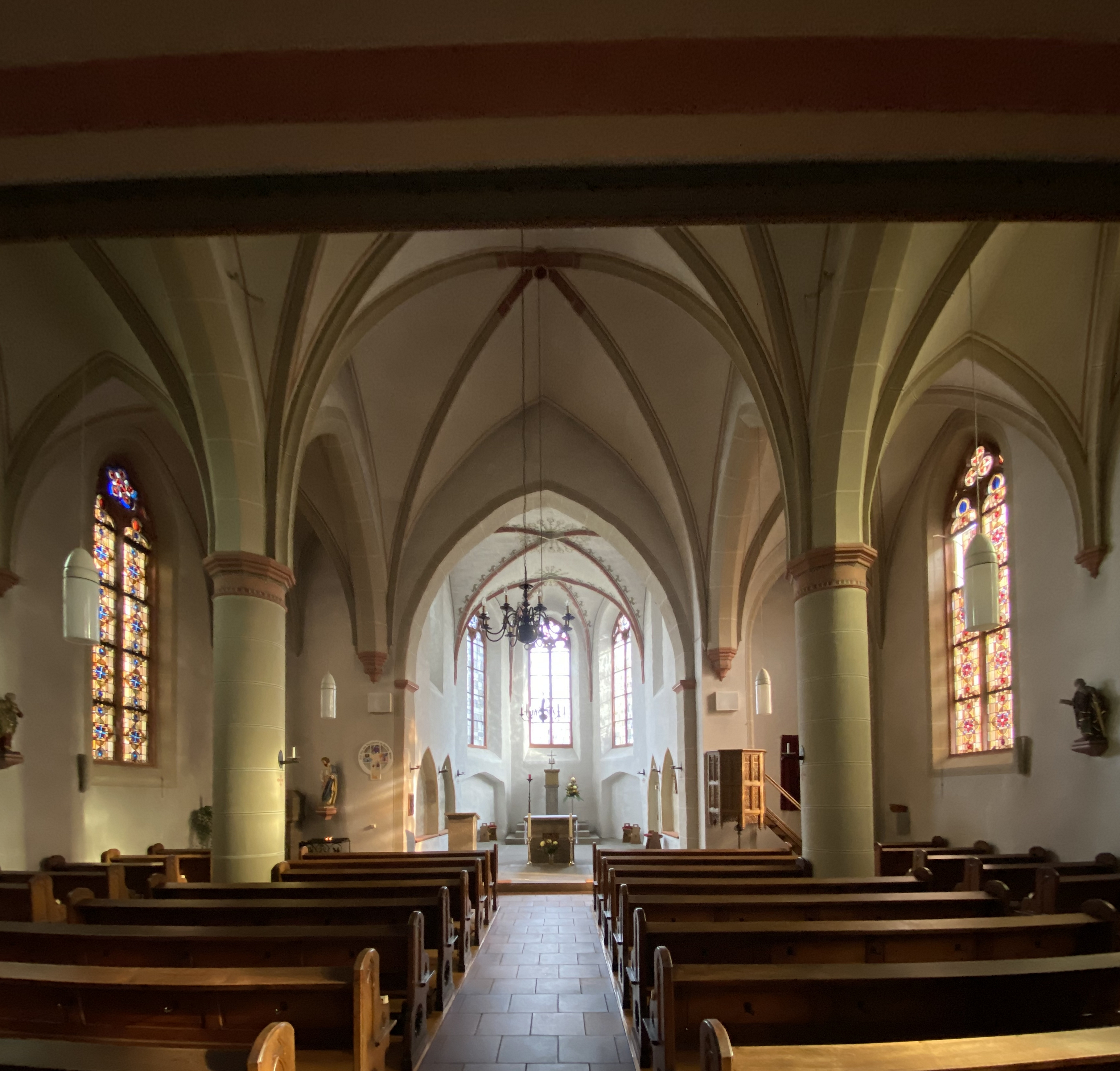
Kirchenschiff St. Agatha
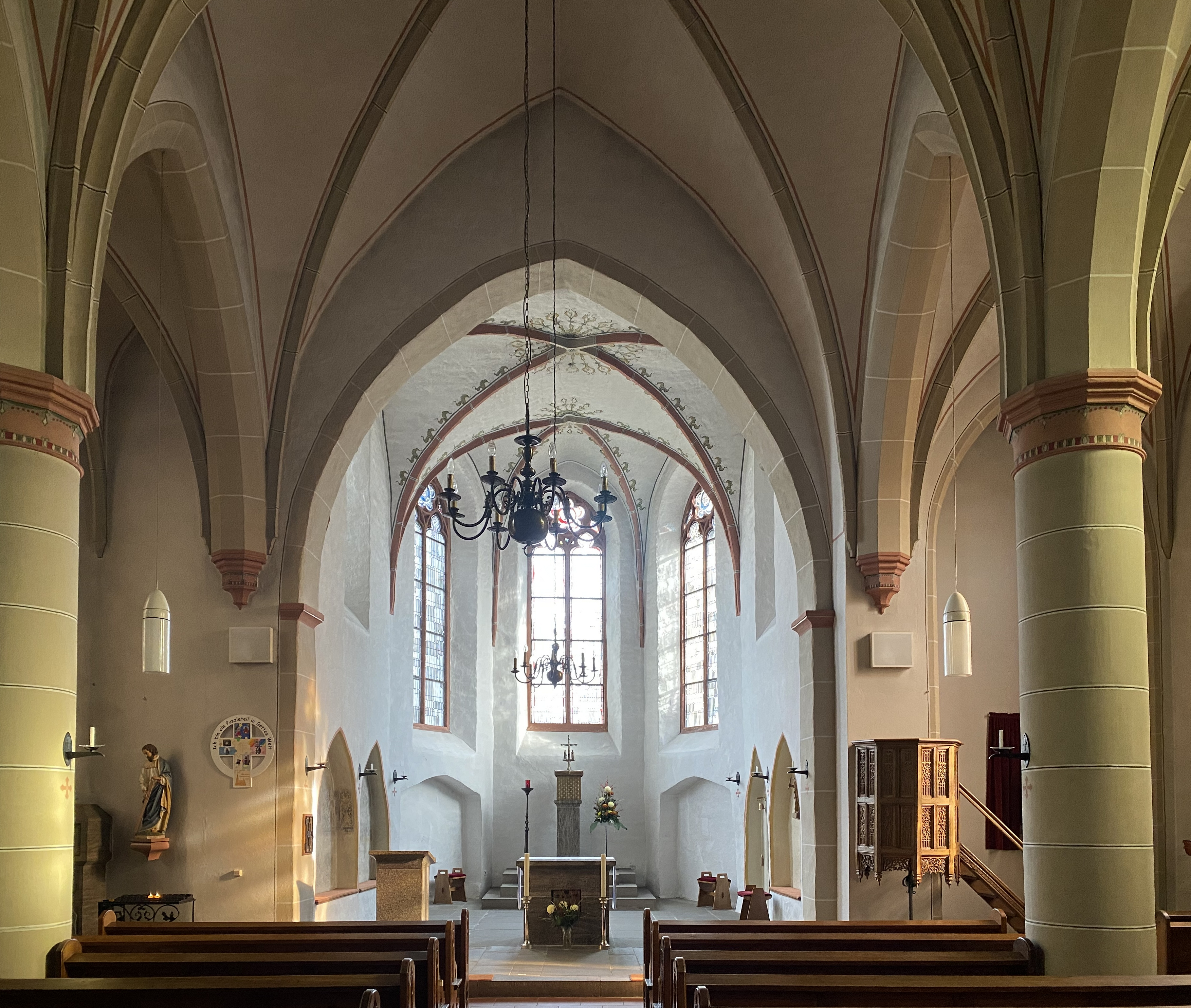
Altarraum
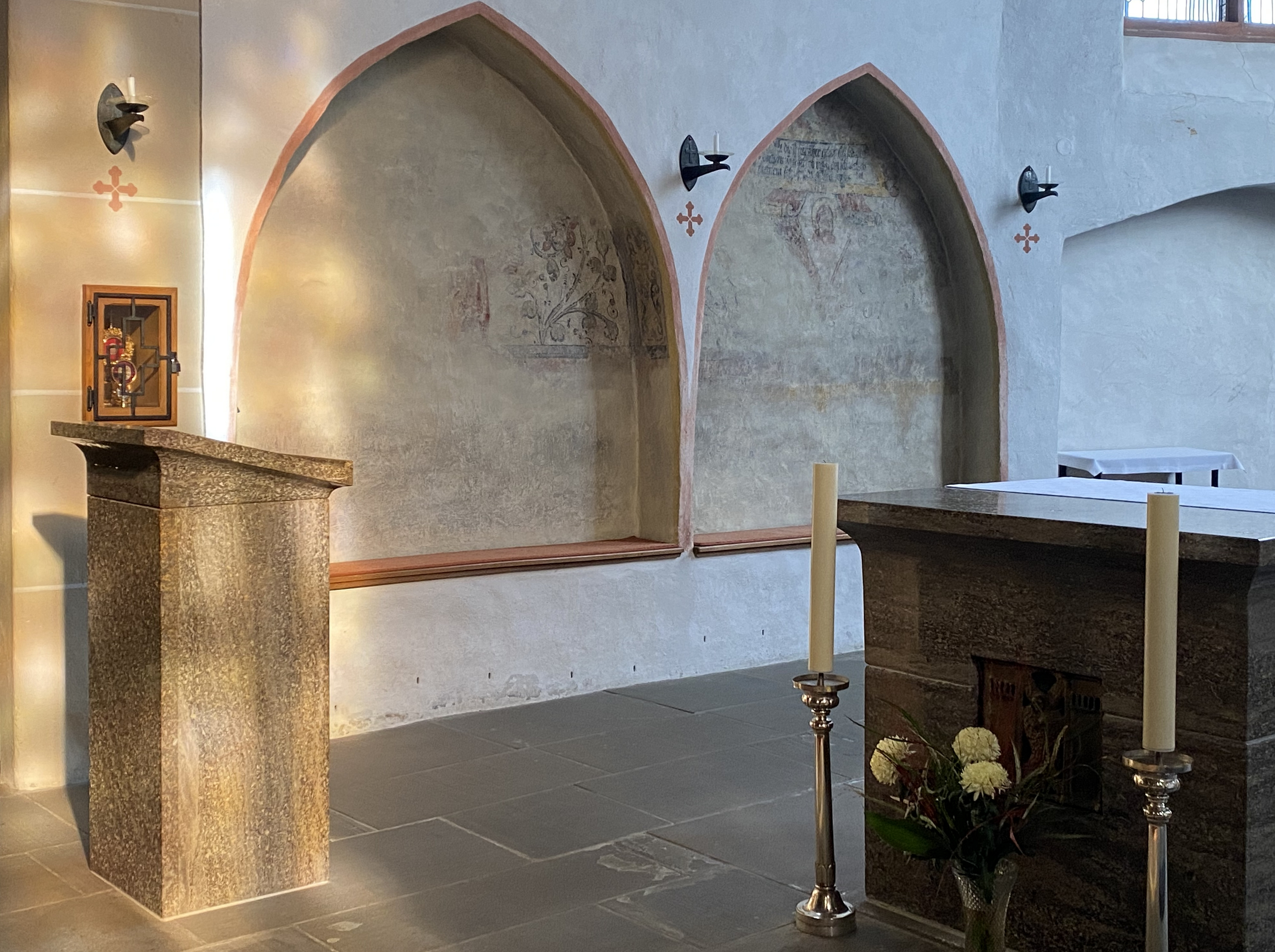
Freigelegte Fresken (um 1500)
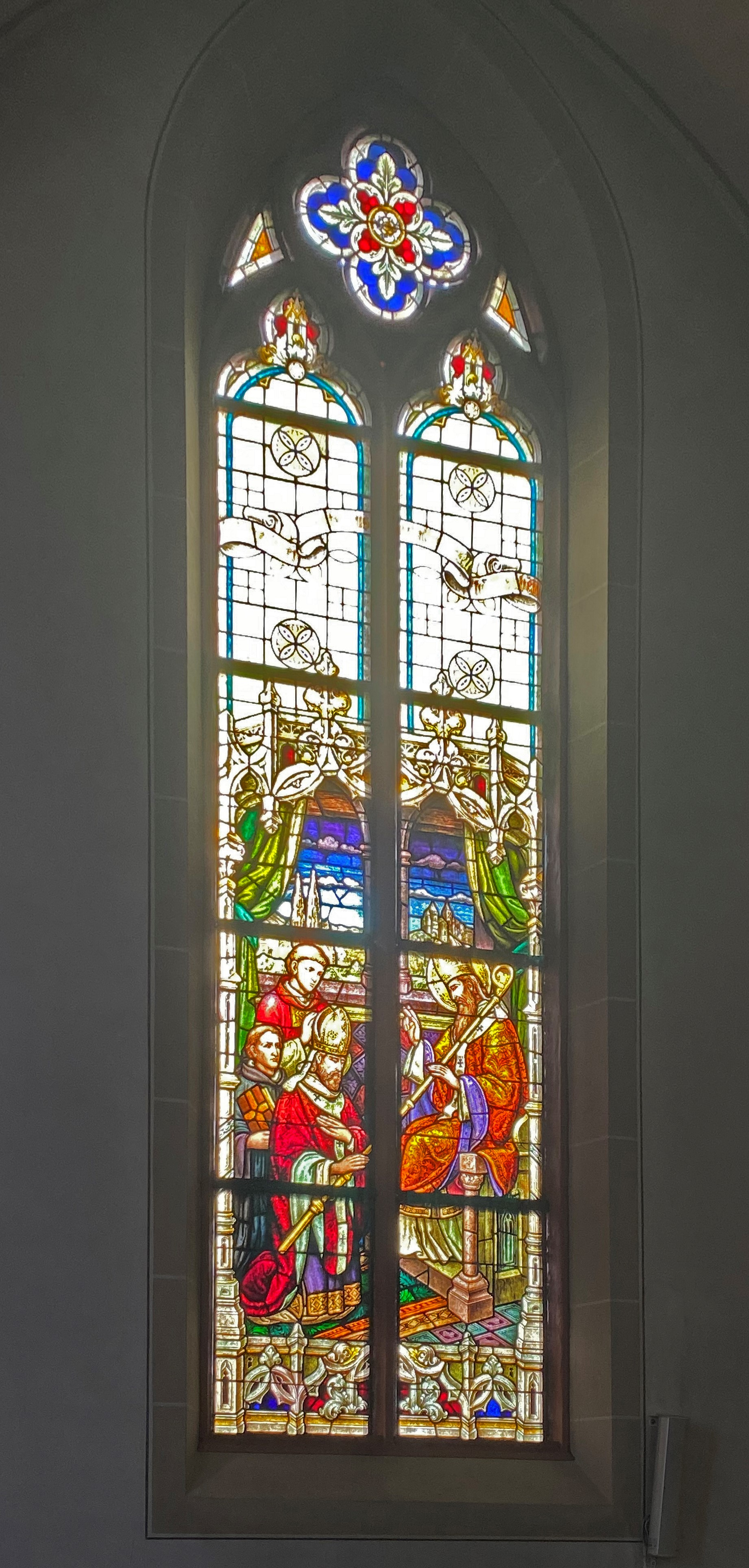
Kirchenfenster
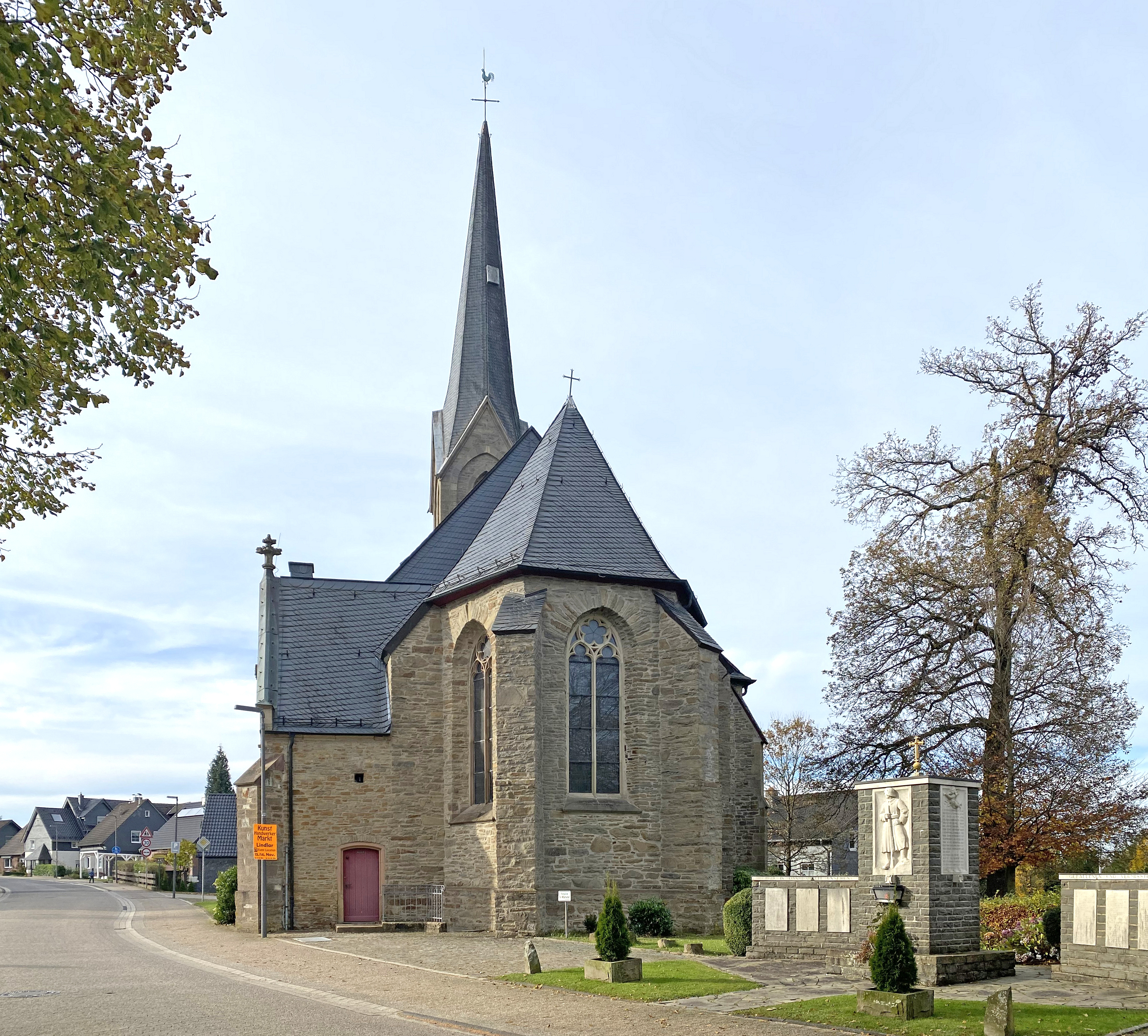
St. Agatha in Agathaberg

## Trivia
Nach Überlieferungen soll schon vor der Agatha-Kapelle eine kleine romanische, dem Hl. Maternus geweihte Kapelle gestanden haben.